# Cephalotes pellans
Cephalotes pellans är en myrart som beskrevs av De Andrade 1999. Cephalotes pellans ingår i släktet Cephalotes och familjen myror. Inga underarter finns listade.

## Bildgalleri

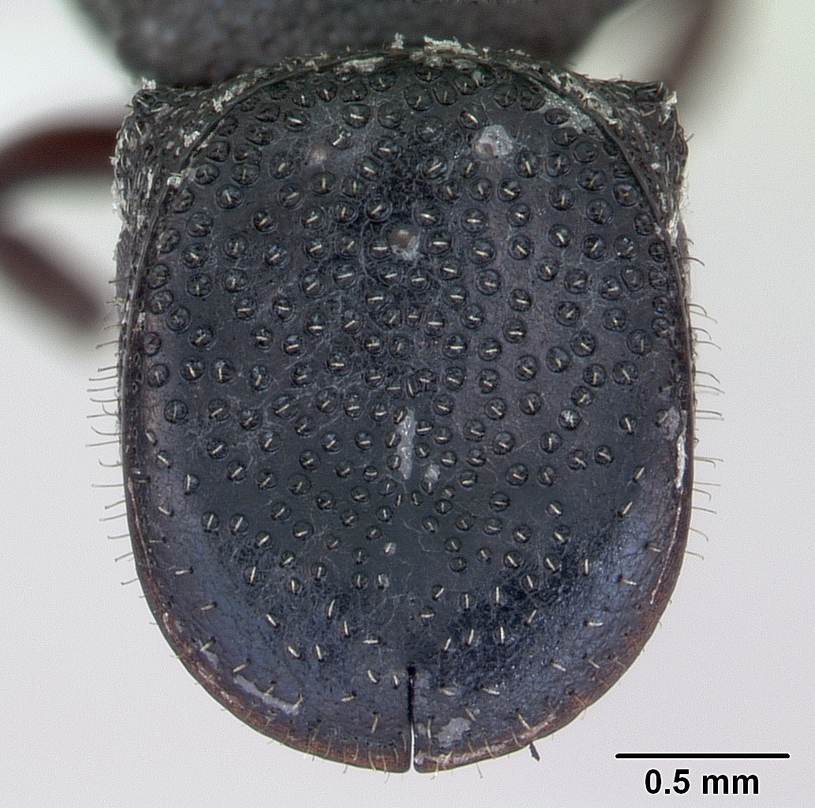
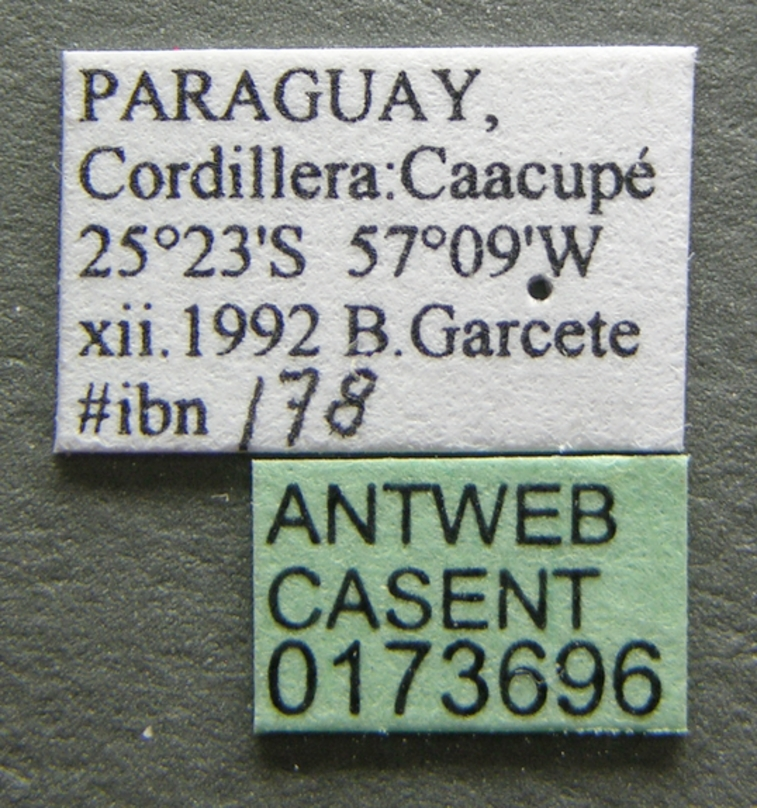
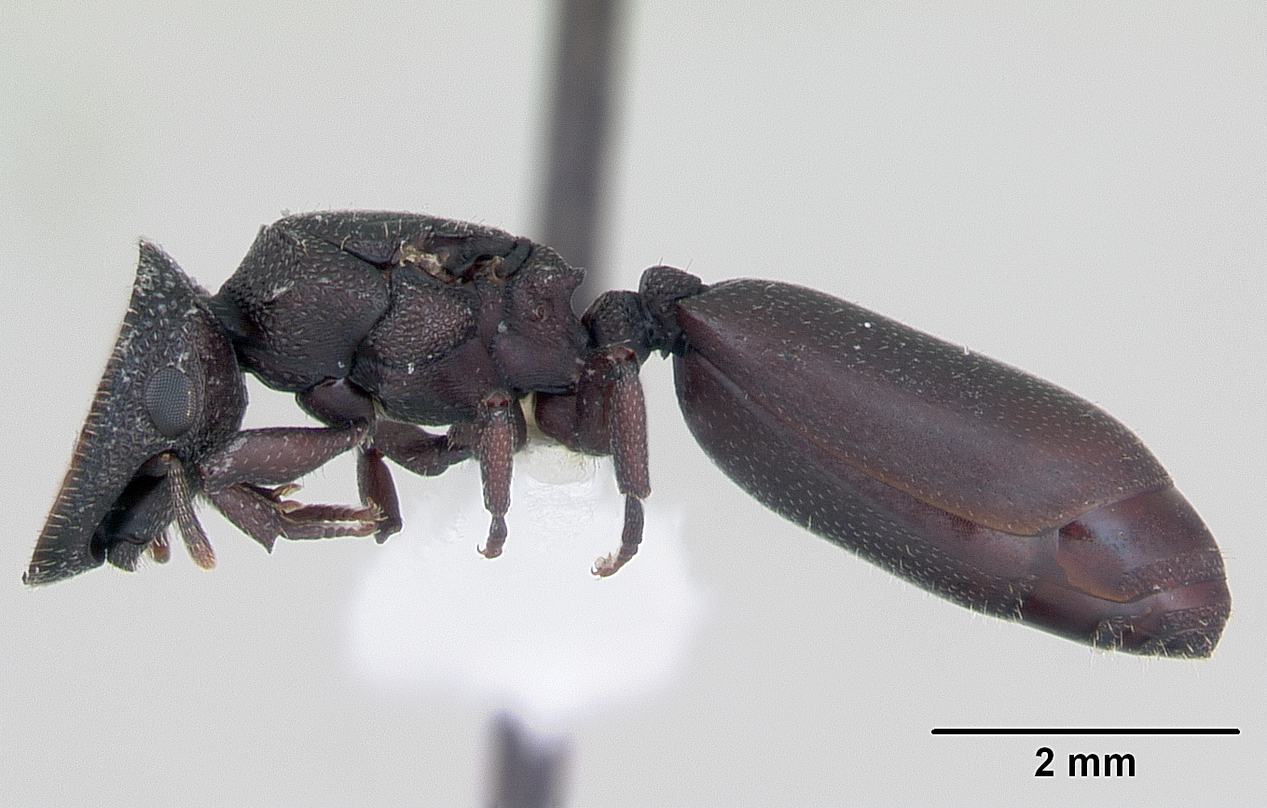
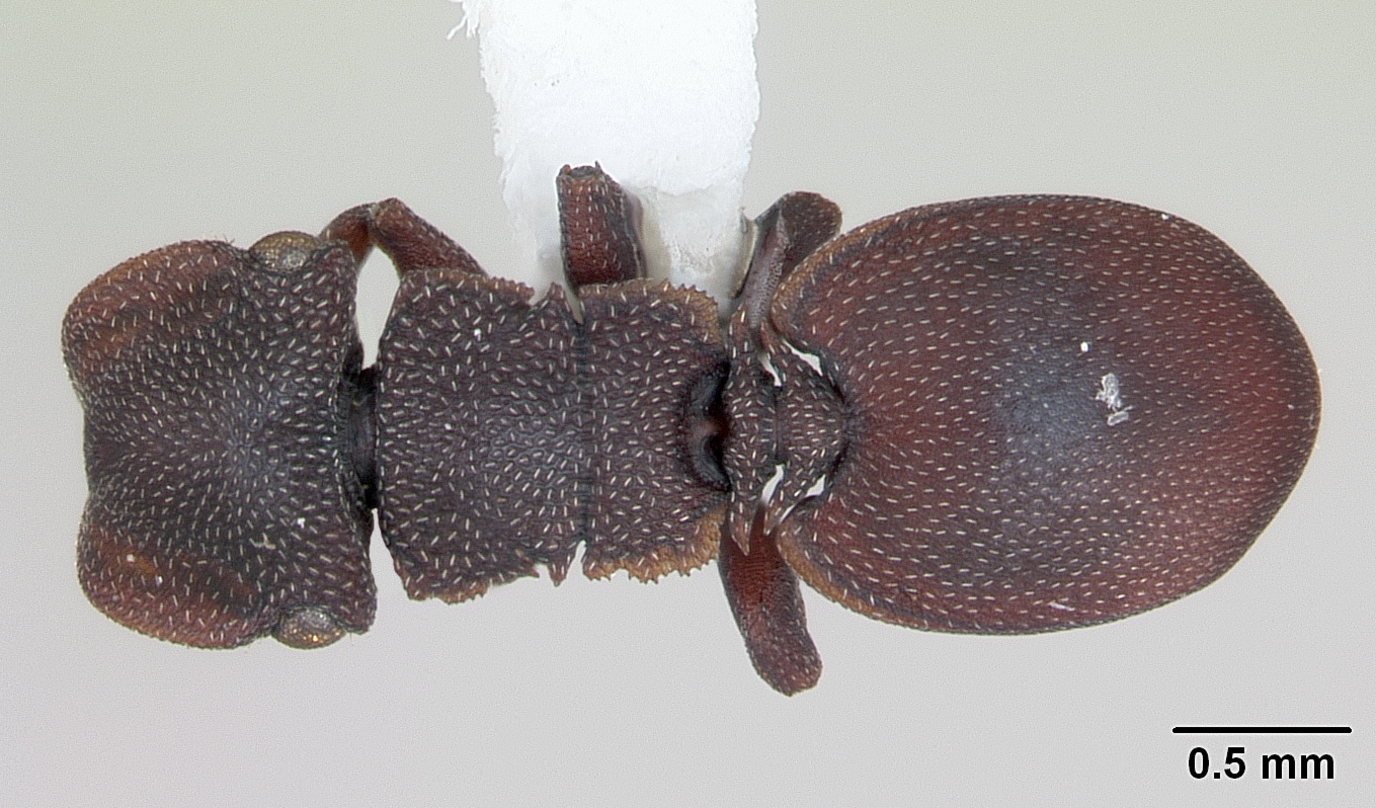
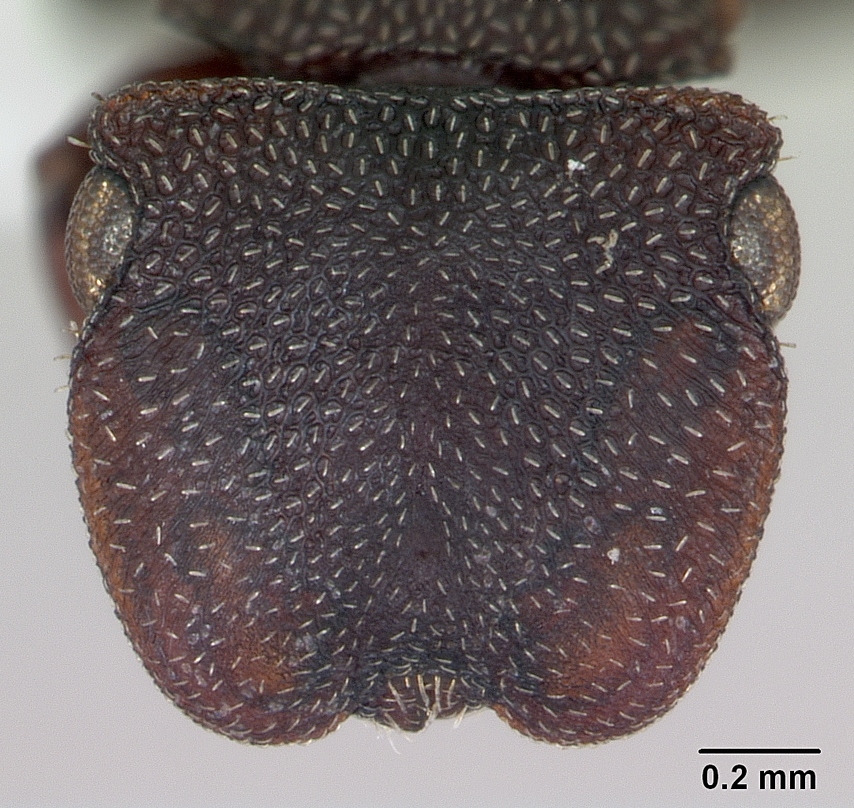
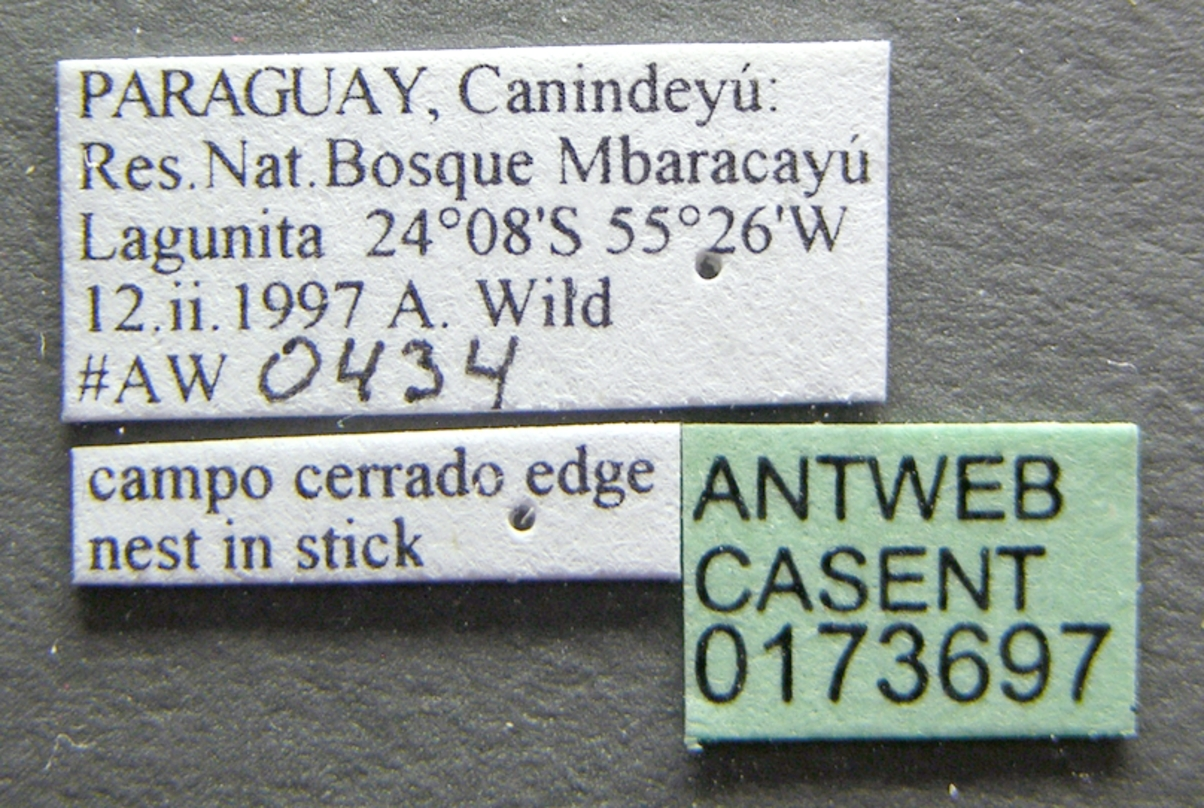